# Arthur's Town
Arthur's Town (engelska: Arthur’s Town) är en distriktshuvudort i Bahamas.   Den ligger i distriktet Cat Island, i den östra delen av landet, 180 kilometer öster om huvudstaden Nassau. Arthur's Town ligger 5 meter över havet och antalet invånare är 1 175. Den ligger på ön Cat Island.
Terrängen runt Arthur's Town är mycket platt. Havet är nära Arthur's Town söderut. Trakten är glest befolkad. Det finns inga andra samhällen i närheten. 